# Kara-Kuldscha
Die Kara-Kuldscha (kirgisisch Кара-Кулжа; russisch Кара-Кульджа) ist der rechte Quellfluss des Kara-Daryja (Qoradaryo) im Oblus Osch im Südwesten von Kirgisistan (Zentralasien).
Die Kara-Kuldscha entspringt im Süden des Ferghanagebirges. Sie wird von den dortigen Gletschern gespeist. Die Kara-Kuldscha fließt über ihre gesamte Länge in westlicher Richtung entlang der Südflanke des Ferghanagebirges. Am Unterlauf liegt am linken Flussufer der gleichnamige Ort Kara-Kuldscha, das Verwaltungszentrum des Rajon Kara-Kuldscha. Schließlich vereinigt sie sich mit dem weiter südlich verlaufenden Tar zum Kara-Daryja. Die Karakuldscha hat eine Länge von 104 km. Sie entwässert ein Areal von 1300 km². Der mittlere Abfluss beträgt 21,3 m³/s.